# Rachel Homan
Rachel Homan (ur. 5 kwietnia 1989) – kanadyjska curlerka, srebrna medalistka Mistrzostw Świata 2014 i brązowa z 2013, wicemistrzyni świata juniorów z 2010. Jest kapitanem zespołu z Ottawa Curling Club.

## Kariera

### Kariera juniorska i bantams
Homan w curling gra od 4 roku życia, zaczęła odnosić sukcesy już w kategorii bantams (juniorzy młodsi, od 12 do 15 lat) wygrywając z rzędu mistrzostwa prowincji w latach 2003-2006. Przy czym wcześniej nikt nie wygrał nawet dwóch turniejów.
W 2007 reprezentowała Ontario podczas Canada Games. Drużyna pod jej przewodnictwem zdobyła złote medale. W rywalizacji juniorskiej kontynuowała dobre wyniki: w 2007 zajęła 3. miejsce, rok później przegrała w finale, wygrała go jednak w 2009. W mistrzostwach Kanady juniorów z bilansem 10-2 awansowała bezpośrednio do finału, ostatni mecz przegrała jednak 4:7 na korzyść Manitoby (Kaitlyn Lawes). 
W 2010 ponownie triumfowała w rywalizacji prowincjonalnej. Zwyciężyła również w Canadian Junior Curling Championships 2010, zespół z Ontario wygrał wszystkie 13 meczów. Na Mistrzostwach Świata Juniorów 2010 z pierwszego miejsca w fazie grupowej Kanadyjki awansowały do Page Play-off. W pierwszym meczu łatwo pokonały Szwedki 9:3 i dostały się do finału. W meczu o mistrzostwo Homan ponownie grała przeciwko Szwedkom, w najważniejszym spotkaniu Homan popełniła serię pomyłek w 7, 8 i 9 endzie. Ostatecznie złote medale wynikiem 8:3 przypadły zespołowi Anny Hasselborg.
Dzięki zajęciu 10. miejsca w rankingu CTRS w sezonie 2008/2009 zespół Homan zakwalifikował się do turnieju eliminacyjnego do Canadian Olympic Curling Trials 2009, który wyłonił reprezentację Kanady na ZIO 2010. Homan nie dostała się jednak do turnieju głównego. 

### Początek kariery seniorskiej (2010–2014)
W sezonie 2010/2011 Homan mogła już wystartować w Ontario Scotties Tournament of Hearts. W finale pokonała obrończynię tytułu Kristę McCarville 9:6. Homan bardzo dobrze poradziła sobie w rywalizacji krajowej seniorek na Scotties Tournament of Hearts 2011. Przez długi czas utrzymywała się na pierwszym miejscu Round Robin, ostatecznie do fazy play-off dostała się z trzeciego miejsca. W pierwszym meczu przeciwko Nowej Szkocji (Heather Smith-Dacey) wygrała wysoko 13:5, jednak w półfinale nie dała rady pokonać późniejszych mistrzyń z Saskatchewan (Amber Holland). Ostatecznie w małym finale zespół Smith-Dacey zrewanżował się i pokonał Ontario 9:7, Homan zajęła ostatecznie 4. miejsce.
W rozgrywkach prowincjonalnych w 2012, dotarła do finału, w którym uległa ekipie Tracy Horgan. W 2013 to ona wywalczyła prawo do wystąpienia na Scotties Tournament of Hearts 2013. Reprezentantki Ontario z tylko jedną porażką awansowały do fazy finałowej, tam wywalczyły tytuły mistrzyń kraju dwukrotnie pokonując zawodniczki z Manitoby (Jennifer Jones). Podczas rozgrywek fazy grupowej Mistrzostw Świata w Rydze Kanadyjki wygrały 8 z 11 spotkań, co dało im 3. miejsce i awans do fazy finałowej. W dolnym meczu Page play-off pokonały 7:6 Amerykanki (Erika Brown). Półfinał przeciwko Szkotkom (Eve Muirhead) zakończył się wynikiem 8:7 dla Europejek, w ostatnim endzie to Homan miała przywilej ostatniego kamienia jednak nie udało się jej dokonać podwójnego wybicia. Ostatecznie zespół z Ottawy stanął na najniższym stopniu podium pokonując w ostatnim meczu 8:6 ekipę ze Stanów Zjednoczonych.
Homan uczestniczyła w krajowych eliminacjach olimpijskich do ZIO 2014. Jej drużyna w rundzie grupowej zajęła 2. miejsce. W półfinale przegrała jednak spotkanie przeciwko Sherry Middaugh 4:10 i ostatecznie zajęła 3. miejsce. W lutym 2014 zespół Homan obronił złote medale mistrzostw Kanady. Podczas Scotties Tournament of Hearts 2014 Team Canada nie przegrał żadnego spotkania, w fazie finałowej zawodniczki z Ontario pokonały 5:4 Manitobę (Chelsea Carey) i 8:6 Albertę (Valerie Sweeting).
Kanadyjki były faworytkami poolimpijskich mistrzostw świata. Drużyna Homan z 10 wygranymi spotkaniami była liderką po rozgrywkach systemem kołowym. Kanadyjki w górnym meczu Page play-off pokonały 8:3 Szwajcarki (Binia Feltscher). W finale rywalizowały te same drużyny, w kluczowym spotkaniu turnieju Homan uległa reprezentacji Szwajcarii 5:9. W Scotties Tournament of Hearts 2015 Rachel Homan ponownie wystąpiła w barwach Team Canada. Jej zespół awansował do fazy finałowej, w dolnym meczu Page play-off uległ reprezentacji Saskatchewan (Stefanie Lawton) 7:8. W meczu o brązowe medale spotkały się te same zespoły, wynikiem 7:5 na najniższym stopniu podium stanęły obrończynie tytułów mistrzowskich.
Po sezonie 2013/14 z drużyny odeszła Alison Kreviazuk, która wyprowadziła się do Szwecji. Homan i Kreviazuk występowały w jednej drużynie przez 13 lat.

### Z Joanne Courtney
Po odejściu Kreviazuk, do Team Homan dołączyła grająca dotąd na pozycji trzeciej w drużynie Val Sweeting Joanne Courtney. W pierwszym sezonie wspólnej gry drużyna nie wygrała żadnych zawodów z serii wielkiego szlema, kilkukrotnie przegrywając w finale. Zwyciężyła tylko w jednych zawodach z cyklu World Curling Tour, Pomeroy Inn & Suites Prairie Showdown.

### Sezon olimpijski 2017/18
W 2017 roku Homan wygrała kanadyjskie Olympic Trials, w finale pokonując niezwyciężoną dotąd Chelsea Carey. Tym samym drużyna zyskała prawo gry na Igrzyskach Olimpijskich w Pjongczangu.
Podczas Igrzysk drużyna rozpoczęła od trzech porażek. Następnie wygrała trzy mecze, utrzymując szansę na wyjście do fazy play-off. Jednak kolejne dwie porażki pozbawiły je tej możliwości. Ostatecznie Team Homan została pierwszą w historii kanadyjską drużyną, która na Igrzyskach Olimpijskich nie zagrała w meczu o medal.

### Z Sarą Wilkes
W marcu 2020 roku drużyna ogłosiła rozstanie z wieloletnią otwierającą Lisą Weagle. Weagle określiła decyzję o jej usunięciu jako „szokującą”. W zamian do drużyny dołączyła na pozycję drugą Sara Wilkes z drużyny Chelsea Carey. Grająca dotąd na drugiej pozycji Courtney została otwierającą.
W 2022 roku Joanne Courtney ogłosiła zakończenie kariery sportowej z końcem sezonu.

### Z Tracy Fleury
Po odejściu Courtney, do drużyny Homan dołączyła Tracy Fleury. Fleury grała na pozycji trzeciej, jednocześnie będąc skipem. Rachel Homan wciąż grała na pozycji czwartej, natomiast wieloletnie trzecia Emma Miskew zagrywała jako druga.
Taki układ przetrwał jedynie jeden sezon. W sezonie 2023/24 Homan na powrót będzie pełnić rolę skipa, a Fleury na pozycji trzeciej - wiceskipa.

## Życie prywatne
Rachel Homan studiowała kinezjologię na Uniwersytecie Ottawy. W 2017 roku wyszła za mąż za Shawna Germaina, byłego profesjonalnego hokeistę z Edmonton. Ma dwójkę dzieci.

## Wielki Szlem
| Turniej                | 2008/2009 | 2010/2011 | 2011/2012 | 2012/2013 | 2013/2014 | 2014/2015 |
| ---------------------- | --------- | --------- | --------- | --------- | --------- | --------- |
| Autumn Gold            | A         | A         | x         | F         | SF        | F         |
| Manitoba Lotteries     | A         | x         | x         | F         | A         | A*        |
| Colonial Square        | A*        | A*        | A*        | SF        | x         | A         |
| Masters                | A*        | QF*       | x*        | W         | W         | SF        |
| Canadian Open          | —         | —         | —         | —         | —         | F         |
| Players’ Championships | QF        | F         | A         | QF        | F         |           |

| —  | = turniej nie odbył się                          |
| A  | = nie uczestniczyła                              |
| x  | = nie zakwalifikowała się do fazy finałowej      |
| QF | = ćwierćfinał                                    |
| SF | = półfinał                                       |
| F  | = finał                                          |
| W  | = zwycięstwo                                     |
| *  | = turniej niezaliczany do cyklu Wielkiego Szlema |

### Nierozgrywane
| Turniej               | 2008/2009 | 2010/2011 |
| --------------------- | --------- | --------- |
| Wayden Transportation | SF        | —         |
| Sobeys Slam           | A         | x         |

## Drużyna
|                    | Czwarta      | Trzecia     | Druga            | Otwierająca    |
| ------------------ | ------------ | ----------- | ---------------- | -------------- |
| 2014/2015          | Rachel Homan | Emma Miskew | Joanne Courtney  | Lisa Weagle    |
| 2010/2014          | Rachel Homan | Emma Miskew | Alison Kreviazuk | Lisa Weagle    |
| 2009/2010 juniorki | Rachel Homan | Emma Miskew | Laura Crocker    | Lynn Kreviazuk |
| 2007/2010          | Rachel Homan | Emma Miskew | Alison Kreviazuk | Lynn Kreviazuk |
| 2002/2007          | Rachel Homan | Emma Miskew | Alison Kreviazuk | Nikki Johnston |